# Zager and Evans
A Zager & Evans amerikai pop/rock együttes volt, amely 1962-től 1971-ig működött. Tagjai Denny Zager (1943-) és Rick Evans (1943-2018) voltak. Legismertebb daluk az In the Year 2525, amely miatt sokan egyslágeres előadóknak tartják őket.

## Története
Zager és Evans a Nebraska Wesleyan University tanulói voltak, ott ismerték meg egymást, és együttest alapítottak. Hozzájuk csatlakozott Danny Schindler dobos, aki 1965-ben turnézni kezdett Vietnámban, így elhagyta az együttest. A duó háttérzenészei Mark Dalton basszusgitáros és Dave Trupp voltak. Legismertebb daluk, az In the Year 2525 a technológia veszélyeiről szól. Egy olyan jövőt ábrázol, amelyben az emberiség kipusztította magát a saját technológiai és orvosi újításaival. A kislemez 1969-ben aranylemez lett. A dal első helyezést ért el a Billboard Hot 100 listán, ahol hat hétig szerepelt. Az Egyesült Királyságban szintén az első helyet szerezte meg.
Dave Trupp 2015-ben elhunyt, 72 éves korában.

## Diszkográfia
- 2525 (Exordium & Terminus) (1969)
- The Early Writings of Zager & Evans and Others (1969)
- Zager & Evans (1970)
- Food for the Mind (1971)